# Septembre 1957

## Évènements
- Des troupes turques sont massées à la frontière syrienne. L'URSS annonce qu’elle défendra la Syrie. À la fin du mois, l'Arabie saoudite tente une médiation auprès de Damas sans consulter Nasser.

- 1er septembre : pour la première fois, les troupes françaises entrent en Tunisie afin de capturer les rebelles algériens.

- 8 septembre (Formule 1) : Grand Prix automobile d'Italie.

- 9 septembre : vote du Civil Rights Act par le Congrès, il met en place une législation favorable aux droits civiques des minorités aux États-Unis. Il autorise l’inculpation de quiconque chercherait à empêcher un citoyen de voter. Le vote Noir reste cependant faible.

- 14 septembre : l'Assemblée générale de l'ONU condamne l'intervention soviétique en Hongrie.

- 15 septembre : 
  - Achèvement de la « ligne Morice ».
  - Élection du 3e Bundestag.

- 17 septembre (Thaïlande) : le gouvernement Phibun est renversé lors d’un coup d’État militaire mené par le maréchal Sarit Thanarat, commandant en chef des forces armées thaïlandaises.

- 22 septembre : début de la dictature de François Duvalier en Haïti après des élections marquées par la fraude (fin en 1971).

- 24 septembre : la foule expulse d’une école publique de Little Rock (Arkansas) neuf enfants noirs. Eisenhower doit envoyer mille parachutistes sur place pour faire respecter la loi.

- 25 - 30 septembre : IIIe Congrès inter-territorial du RDA à Bamako. Il est à l’origine de la chute à Paris du cabinet Bourgès-Maunoury (1er octobre). Des personnalités politiques française (Pierre Mendès France, Edgar Faure, François Mitterrand) et africaines y participent. Il révèle de profondes divergences au sein du parti : le Guinéen Sékou Touré ou le Soudanais Modibo Keïta souhaitent le maintien d’exécutifs fédéraux à Dakar et à Brazzaville. L’Ivoirien Houphouët-Boigny préconise l’octroi de la plus large autonomie à chaque territoire.

- 27 septembre : Dag Hammarskjöld est réélu secrétaire général de l'ONU.

- 29 septembre : à Mayak, ville secrète d'Union soviétique, une explosion dans une cuve de stockage de déchets nucléaires crée un nuage radioactif de 23 000 km².

- 30 septembre, France : chute du gouvernement Maurice Bourgès-Maunoury.

## Naissances
- 1 septembre : Gloria Estefan, auteure-compositrice-interprète cubaine.
- 2 septembre : Steve Porcaro, claviériste et compositeur, membre du groupe de rock américain Toto.
- 6 septembre : Michaëlle Jean, femme politique, gouverneure générale du Canada.
- 7 septembre : Charles Koffi Diby, économiste et technocrate ivoirien († 7 décembre 2019).
- 10 septembre : 
  - Andreï Makine, écrivain français originaire de Sibérie.
  - Darrell Dexter, homme politique canadien, premier ministre de la Nouvelle-Écosse.
- 11 septembre : Jeh Johnson, avocat et homme politique américain, secrétaire à la Sécurité intérieure des États-Unis de 2013 à 2017.
- 13 septembre : Bongbong Marcos, homme politique philippin.
- 14 septembre :
  - François Asselineau, haut fonctionnaire et homme politique français.
  - Jean-Paul Calloud, homme politique et un avocat français.
  - Guy Campion, pianiste québécois du duo Campion/Vachon.
  - Gusty Graas, journaliste et homme politique luxembourgeois.
  - Milan Jurčo, coureur cycliste tchécoslovaque.
  - George Reilly, footballeur écossais.
  - Steven Jay Russell, imposteur américain et spécialiste de l'abus de confiance.
  - Karl Taube, mésoaméricaniste, archéologue, épigraphiste et anthropologue américain.
  - Tim Wallach, joueur de baseball américain.
- 16 septembre : Jean-Yves Nahmias, évêque catholique français, évêque auxiliaire de Paris.
- 17 septembre : Beatrice Marshoff, politicienne sud-africaine († 15 avril 2023).
- 18 septembre : Hein Willemse, écrivain sud-africain.
- 19 septembre : Richard M. Linnehan, astronaute américain.
- 21 septembre : Ethan Coen, producteur et scénariste américain.
- 24 septembre: Sibongile Khumalo, chanteuse sud-africaine Mezzo-soprano († 28 janvier 2021).
- 25 septembre : Michael Madsen, acteur américain († 3 juillet 2025).
- 30 septembre : Fran Drescher, actrice comique américaine.

## Décès
- 20 septembre : Jean Sibelius, compositeur finlandais (° 8 décembre 1865).
- 21 septembre : Haakon VII, premier roi de Norvège à ne pas être roi de Suède.